# Rainivoninahitriniony
Rainivoninahitriniony (1824–1868), ook wel Raharo genoemd, was premier van het Koninkrijk Madagaskar van 1852 tot 1865. Hij plande de moord op Radama II en vergrootte zijn invloed door zijn huwelijk met Radama's weduwe en troonopvolgster, Rasoherina.

## Vroege jaren
Rainivoninahitriniony werd in 1824 in Ilafy geboren als Raharo. Hij en zijn jongere broer Rainilaiarivony waren zonen van Rainiharo, die tot de hova (vrije burgers) behoorde, een kaste van het volk van de Merina. Koning Andrianampoinimerina stelde Rainiharo aan als zijn persoonlijke adviseur en verhief hem naar de status van andriana, de kaste van aristocraten. In 1833 werd hij aangesteld als premier door Koningin Ranavalona I.
Als andriana genoot Rainivoninahitriniony zijn onderwijs op de scholen die de protestante missionarissen van het Londens Zendingsgenootschap (Engels: London Missionary Society) in Imerina hadden gesticht op initiatief van Radama I, de opvolger van Andrianampoinimerina. Hierdoor kreeg hij een kritische blik tegenover het beleid van de conservatieve koningin en werd lid van de progressieve factie aan het hof.

## Aanstelling als premier
Rainivoninahitriniony werd na zijn opleiding aangesteld als veldmaarschalk in het koninklijke leger van Ranavalona I. Nadat hij in 1852 een opstand van de Antaifasy en de Antaisaka had neergeslagen werd hij gepromoveerd tot opperbevelhebber van het leger, een functie die hij vervulde tot 1862.
Rainivoninahitriniony volgde na de dood van zijn vader op 10 februari 1852 hem op als premier. Ondanks zijn progressieve ideeën slaagde hij erin om nauw samen te werken met Ranavalona's echtgenoot, de conservatieve veldmaarschalk Rainijohary. Samen met Prins Rakoto, die later Ranavalona zou opvolgen als Radama II, deed hij moeite om de christenvervolgingen in Madagaskar een halt toe te roepen Zijn broer Rainilaiarivony was destijds de opperbevelhebber van het leger en behoorde ook tot de progressieve factie. Beide broers pleitten voor de aanstelling van Prins Rakoto als troonopvolger, in tegenstelling van de conservatieve factie, die Ranavalona's neef Raombasala opteerde.

## De Aristocratische Revolutie
Toen Radama II zijn moeder in 1861 opvolgde werd het overgrote deel van de conservatieve factie uit hun ambtelijke functies gezet, waaronder ook de veldmaarschalk Rainijohary. Rainivoninahitriniony werd met behoud van zijn functie van premier aangesteld als minister van Oorlog in de jaren 1861 en 1862 en minister van Binnenlandse zaken in 1862. Toch verslechterde de verstandhouding tussen hem en Radama II, die de voorkeur gaf aan de adviezen van zijn jongere vrienden, die bekendstonden als de menamaso ('rode ogen'). Radama II voerde een bewind dat compleet tegengesteld was van zijn moeder. De grenzen gingen weer open en er werden tal van verbonden gesloten met Europese mogendheden. Hoewel Rainivoninahitriniony voor modernisering was, zag hij en een groeiende factie van andere andriana in dat Radama's beleidvoering negatieve gevolgen zou hebben voor het koninkrijk. Als woordvoerder van deze factie trachtte Rainivoninahitriniony tevergeefs om Radama's drastische hervormingen te stuiten.
Zonder advies te vragen bij zijn ministers liet Radama II in 1863 duels legaliseren. Hij weigerde om zijn beslissing te herroepen, waarop diverse andriana onder leiding van Rainivoninahitriniony samen spanden om Radama om het leven te brengen. Volgens de geschiedsschrijvers werd hij op 12 mei 1863 gewurgd, later werd dit door historici in twijfel getrokken. De samenzweerders besloten om Radama's vrouw Rabodo als troonopvolgster te kiezen, op voorwaarde dat zij een wet liet maken waarin werd bepaald dat de hova inspraak zouden hebben in de wijze waarop het land bestuurd werd. De premier zou dan optreden als vertegenwoordiger van de Hova. Zij werd gekroond als Rasoherina en trad kort daarop in het huwelijk met Rainivoninahitriniony.
Tijdens het bewind van Rasoherina kon Rainivoninahitriniony onverhinderd staatshervormingen naar eigen inzicht doorvoeren. Terwijl Rainijohary en zijn conservatieve factie de westerse moderniseringen wilde stopzetten, slaagde Rainivoninahitriniony en zijn progressieve factie erin om een gematigd pro-Europees beleid door te voeren, waarbij zij ervoor waakten om de macht van de Europese mogendheden aan banden te houden.

## Afzetting en overlijden
Met het groeien van zijn macht gaf Rainivoninahitriniony zich steeds vaker over aan dronkenschap en geweldplegingen. Hierdoor keerden de andriana van de progressieve factie zich steeds meer tegen hem. Toen hij tijdens een bezoek aan Ambohimanga in 1864 hoorde van een serie opzettelijke woningbranden, eiste Rainivoninahitriniony een snelle arrestatie en executies van de verdachten. Rasoherina was tegen deze impulsieve manier van handelen, waarop Rainivoninahitriniony woedend werd en haar bedreigde. Rasoherina liet zich scheiden van Rainivoninahitriniony en liet hem uit zijn ambt van premier zetten op 14 juli 1864. Zij droeg deze functie over op Rainivoninahitriniony's jongere broer Rainilaiarivony, waarmee zij kort daarop trouwde.
Rainivoninahitriniony werd op 20 februari 1865 verbannen naar Ambohimandroso, een plaats in het grondgebied van de Betsileo. Naar verluidt zou hij in 1868 nog deelgenomen hebben aan een poging tot staatsgreep, maar dit is nooit bewezen. Rainivoninahitriniony stierf kort hierop in Ambohimandroso.